# Pellegrino Tibaldi

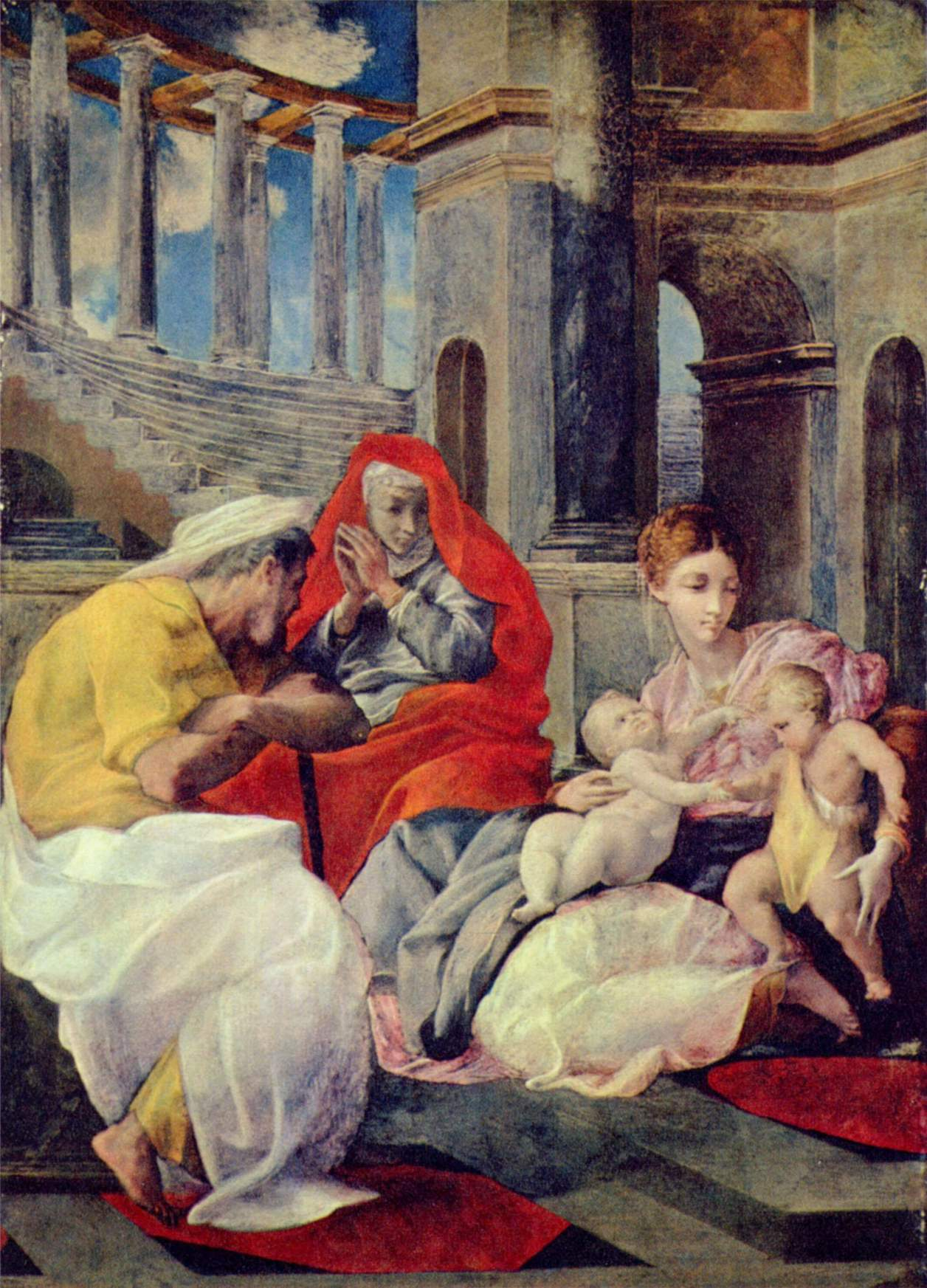
A Sagrada Família com Santa Elizabeth

Pellegrino Tibaldi, também conhecido como Pellegrino di Tibaldo de Pellegrini (1527 — 27 de Maio de 1596), foi um pintor, arquiteto, escultor e pintor de murais italiano do Maneirismo.  
Tibaldi nasceu em Puria di Valsolda, parte do Ducado de Milão, mas cresceu em Bolonha. Estudou provavelmente com Bagnacavallo ou Innocenzo di Pietro Francucci da Imola. Em 1547, foi para Roma para estudar com Perin del Vaga. Quando Perin morreu em 1547, Tibaldi se tornou o mais importante pintor na elaboração de afrescos em larga escala. Seu trabalho foi influenciado pela obra de Michelangelo. 
Morou em Ancona, entre 1558 e 1561. Em 1561, conheceu o Cardeal Carlos Borromeu, que o empregou na quase interminável construção da Catedral de Milão. Em 1586, foi para a Espanha, onde substituiu Federico Zuccari como principal pintor da corte. Pintou os claustros inferiores do Escorial, a pedido do rei Filipe II da Espanha. 
Após nove anos, voltou para a Itália, onde trabalhou como arquiteto da Catedral de Milão até sua morte. O irmão de Pellegrino, Domenico Pellegrino Tibaldi foi gravador em Bolonha. Entre seus alunos estavam Orazio Samacchini, Lorenzo Sabbatini e Girolamo Miruoli.